# Wilhelm Freseken
Wilhelm Freseken (auch Wilhelmus de Susato) († 19. Juli 1401) war Propst des Stifts Meschede, Kanoniker in Soest, Dompropst in Münster und Kanoniker in St. Aposteln in Köln.

## Leben
Er stammte aus dem Adelsgeschlecht Freseken und war wahrscheinlich Sohn des Gervas (Gervasius) Freseken. Im Jahr 1366 hat ihm Papst Urban V. eine Präbende in Werden reserviert. Vor 1371 hatte Gregor XI. ihm die Propstei des Stifts Meschede zugesagt, unter der Bedingung, dass Wilhelm auf alle bisherigen Pfründen verzichten würde. Zwischen 1373 und 1377 wird Wilhelm als Mescheder Propst genannt. Wohl im Jahr 1377 wurde ihm das Gut und Haus Wildshausen als kölnisches Lehen übertragen. Im selben Jahr wurde dort in seinem Beisein von der ehemaligen Gräfin Anna von Arnsberg, die auf der Burg Wildshausen ihren Witwensitz hatte, eine Urkunde ausgefertigt, in der die Gräfin sich als rechtmäßige Erbin der Grafschaft Cleve betrachtete, diese Rechte aber an den Erzbischof von Köln abgab. Außerdem wird er 1381 als Kanoniker in Soest genannt. Als Dompropst in Münster wird Freseken 1381 erstmals in einer Urkunde anlässlich des Streits zwischen Friedrich III. von Saarwerden und dem Grafen Engelbert III. von der Mark erwähnt. Im selben Jahr war er Zeuge, als der Erzbischof dem Kloster Oelinghausen seine bisherigen Rechte bestätigte. Ebenfalls war er als Zeuge zugegen, als ein Knappe widerrechtlich angeeignete Güter an das Kloster zurückgab. Im Jahr 1390 schenkte er dem Kloster Oelinghausen „für sein Seelenheil und um sich der frommen Gebete der Nonnen in Oelinghausen teilhaftig zu machen seinen Hof“ in Epsingen. Abgesehen von einem Zins von sechs Schillingen an das Stift zu Meschede sollten die Einkünfte zwischen Propst und Nonnen zu gleichen Teilen für eine Tröstung an den Tagen der nachbenannten Memorien verteilt werden. Im Folgenden werden die umfangreichen Riten für ihn und seine im Kloster begrabenen Eltern genau aufgeführt. Zum ersten Mal wurde in dieser Urkunde eine Orgel, wohl in Form einer Schwalbennestorgel in Oelinghausen, erwähnt. Allerdings sagt die Quelle nichts dazu aus, dass diese von Freseken gestiftet worden ist, wie teilweise behauptet wurde. Freseken war auch als Zeuge anwesend, als der Erzbischof den Bürgern der ihm unterstehenden Städte verbot, flüchtige Bauern von Oelinghauser Besitzungen aufzunehmen. Er wurde vom Bischof von Münster Otto IV. von Hoya und dem Domkapitel mit der Verteidigung der Rechte des Domkapitels beauftragt. Da er sich dieser Aufgabe nicht gewachsen sah, gab Freseken das Amt des Dompropstes auf. Als Entschädigung erhielt er Zuwendungen in Höhe von 200 Goldgulden im Jahr und einen herausragenden Rang im Domkapitel nach dem Domdechanten. Offenbar hatte er auch ein Kanonikat von St. Georgi in Köln inne. Seit 1397 war er Propst zu St. Aposteln in Köln. Im Jahr 1400 hat er dem Patroklistift in Soest ein Salzhaus in Westernkotten geschenkt.  Er ist wahrscheinlich am 19. Juli 1401 verstorben.